# Gonmyeong-myeon
Gonmyeong-myeon (koreanska: 곤명면) är en socken  i nordvästra delen av kommunen Sacheon i provinsen Södra Gyeongsang i den södra delen av Sydkorea, 290 km söder om huvudstaden Seoul. 